# Lake Mary Jane
Lake Mary Jane es un lugar designado por el censo ubicado en el condado de Orange en el estado estadounidense de Florida. En el Censo de 2010 tenía una población de 1.575 habitantes y una densidad poblacional de 115,79 personas por km².

## Geografía
Lake Mary Jane se encuentra ubicado en las coordenadas 28°22′9″N 81°9′36″O / 28.36917, -81.16000. Según la Oficina del Censo de los Estados Unidos, Lake Mary Jane tiene una superficie total de 13.6 km², de la cual 13.6 km² corresponden a tierra firme y (0%) 0 km² es agua.

## Demografía
Según el censo de 2010, había 1.575 personas residiendo en Lake Mary Jane. La densidad de población era de 115,79 hab./km². De los 1.575 habitantes, Lake Mary Jane estaba compuesto por el 93.02% blancos, el 2.35% eran afroamericanos, el 0.57% eran amerindios, el 1.52% eran asiáticos, el 0% eran isleños del Pacífico, el 0.7% eran de otras razas y el 1.84% pertenecían a dos o más razas. Del total de la población el 10.67% eran hispanos o latinos de cualquier raza.